# Uşas
Uşas (ウシャス, Ushasu), aussi connu sous le nom de The Treasure of Uşas, est un jeu vidéo développé et édité par Konami pour les ordinateurs MSX2 en 1987. Ce jeu de plates-formes met en scène deux jeunes explorateurs, Wit et Cles, parti à la recherche du trésor de la déesse Uşas.

## Système de jeu
Les morceaux de la pierre d’Uşas sont repartis dans cinq ruines (Pegu, Dunhang, Alchi, Hunza et Agra), chacune construite sur le même modèle : quatre temples à explorer avec dans chacun, un dédale à explorer, un gardien à vaincre et une clef à récupérer. Une fois les quatre clefs acquises, le joueur peut accéder à un autel ou il doit affronter un nouveau gardien pour récupérer un morceau du joyau et passer à la ruine suivante (il y a en fait quatre morceaux à ramasser ; un des autels renfermant une jeune prisonnière à libérer).
Pour chaque temple, le joueur peut choisir quel personnage il incarnera. Wit et Cles possèdent des capacités qui changent en fonction de leur humeur (confort 楽, colère 怒, joie 喜 et tristesse 哀) : Wit est spécialisé dans les armes de tir, alors que Cles utilise des techniques de combat à main nue. Les deux personnages possèdent également deux compétences : saut et vitesse. Si au début, Wit saute plus haut et Cles est plus rapide, le joueur pourra par la suite améliorer ces compétences grâce à l’argent qu’il ramassera dans les niveaux.